# IC 342
IC 342 (ook bekend als Caldwell 5) is een spiraalvormig sterrenstelsel in het sterrenbeeld Giraffe.
IC 342 is een van de twee helderste stelsels in de IC 342/Maffei groep van sterrenstelsels. IC 342 werd in 1895 ontdekt door de Britse astronoom William Frederick Denning. Edwin Hubble dacht dat het stelsel in de Lokale Groep zat, maar kwam er later achter dat deze zich erbuiten bevond.
In 1935 verklaarde Harlow Shapley dat dit stelsel dé op 2 na grootste is qua hoekafmeting, alleen Andromedanevel (M31) en de Driehoeknevel (M33) zijn groter.